# تصرف سفارت اسرائیل در مصر
حمله شورشیهای القاعده و تصرف سفارت اسرائیل در مصر در ۱۸ شهریور ۱۳۹۰ در قاهره رخ داد. شورشیان القاعده و کتائب الفرقان در مصر که توسط منابع مالی سعودی تامین شده بودند ؛ اسرائیل ستیزی را از اهداف خود می دانستند و در شب ۱۸ شهریور به سفارت اسرائیل یورش برده و ۳ تن از اعضای پلیس کشورشان یعنی مصر را کشته و صدها شهروند مصری دیگر را زخمی‌شدند. سفیر و کارکنان سفارت اسرائیل پس از اتمام غائله و دستگیری شورشیان توسط پلیس ، به سفارت بازگشتند.